# トーコーシティホテル松本
トーコーシティホテル松本（トーコーシティホテルまつもと）は、松本駅前の松本市深志にあるビジネスホテル。2016年6月1日より「プレミアホテル-CABIN-松本」に名称変更およびリブランドを行った。

## 概要
ケン不動産リースの100%子会社株式会社ケン・松本ホテルマネジメントが運営する。朝食は900円和洋約30種類バイキング。インターネットのブロードバンドサービスがあり、全室無料で利用できる。全室で温水シャワートイレが利用できる。最上階（10F）に北アルプスを一望できるスカイレストランがあり宿泊者にはウェルカムドリンクのサービス有。BS放送が視聴できる。有料放送はプリペイドカード購入により視聴可能。客室階に入る二重扉はルームキーで開錠する仕組みとなっている。

## 施設
- 1階 コンビニ「ファミリーマート」　ドラッグストア「アメリカンドラッグ」
- 2階 カラオケボックス「ビッグエコー」　居酒屋「丹波黒どり農場」　居酒屋「千年の宴」
- 3階 居酒屋「笑笑」
- 10階　フロント、朝食会場[スカイレストラン　Le Ciel]

## アクセス
- 鉄道
  - JR篠ノ井線（JR中央本線）松本駅向かい、徒歩1分
- バス
  - 松本バスターミナル隣り、徒歩0分
- 飛行機
  - 信州まつもと空港よりバスにて30分

## 所在地
長野県松本市深志1-2-31　「スピカビル」 4階～10階

## 周辺施設
- 松本駅
- 松本バスターミナル
- まつもと市民芸術館
- 松本市美術館
- 国宝松本城
- 重要文化財旧開智学校

## グループホテル
- トーコーシティホテル梅田（大阪市北区の南森町駅真上にある系列ホテルであったが、2015年に閉館となった）
- プレミアホテル-TSUBAKI-札幌（旧ルネッサンスサッポロホテル）（札幌市豊平区にあるグループホテル）
- プレミアホテル 中島公園 札幌（旧ノボテル札幌）
- プレミアホテル-CABIN-札幌（旧ホテルパコジュニアススキノ）
- プレミアホテル-CABIN-帯広（旧ホテルパコ帯広）
- プレミアホテル-CABIN-旭川（旧ホテルパコ旭川）
- 金沢白鳥路 ホテル山楽（金沢市兼六園の近くにあるグループホテル）
- 神戸トアロード ホテル山楽（神戸市トアロードにあるグループホテル）
- 那須温泉山楽（那須郡那須町にあるグループホテル）
- 鬼怒川温泉山楽（日光市鬼怒川温泉にあるグループホテル）
- ハイアット リージェンシー 那覇 沖縄（沖縄那覇市にあるグループホテル）
- アクアリゾートクラブ サイパン（サイパンにあるグループホテル）
- シェラトン・ラグーナ・グアム・リゾート（グアムにあるグループホテル）
- ハイアット リージェンシー・グアム（グアムにあるグループホテル）
- ヒルトン・グアム・リゾート＆スパ（グアムにあるグループホテル）
- パシフィック・アイランド・クラブ・グアム（グアムにあるグループホテル）
- ザ・カハラ・ホテル&リゾート（ハワイにあるグループホテル）
- エンバシースイーツホテル・レイクタホリゾート（米国カリフォルニア州にあるグループホテル）
- アナハイム マジェスティック ガーデン ホテル（米国カリフォルニア州にあるグループホテル）